# 1979年のイギリスサルーンカー選手権
1979年のイギリスサルーンカー選手権 (1979 British Saloon Car Championship) は、イギリスサルーンカー選手権の22年目のシーズン。3月25日のシルバーストン・サーキットで開幕し、9月29日のオウルトンパークにおける最終戦まで全12戦で争われた。ミニ・1275 GTをドライブするリチャード・ロングマンが前年に引き続いてタイトルを獲得した。

## 開催カレンダーと優勝者
複数クラスの混走による総合優勝者は太字
| ラウンド | ラウンド | サーキット                                     | 開催日  | クラス A 優勝者        | クラス B 優勝者    | クラス C 優勝者            | クラス D 優勝者            |
| -------- | -------- | ---------------------------------------------- | ------- | ---------------------- | ------------------ | -------------------------- | -------------------------- |
| 1        | 1        | シルバーストン・サーキット                     | 3月25日 | アラン・カーナウ       | リチャード・ロイド | トム・ウォーキンショー     | ゴードン・スパイス         |
| 2        | A        | オウルトンパーク                               | 4月13日 | 開催せず               | 開催せず           | トム・ウォーキンショー     | ゴードン・スパイス         |
| 2        | B        | オウルトンパーク                               | 4月13日 | リチャード・ロングマン | ジョン・モリス     | 開催せず                   | 開催せず                   |
| 3        | 3        | スラクストン・サーキット                       | 4月16日 | リチャード・ロングマン | リチャード・ロイド | トム・ウォーキンショー     | ゴードン・スパイス         |
| 4        | 4        | シルバーストン・サーキット                     | 5月28日 | リチャード・ロングマン | ウィン・パーシー   | トム・ウォーキンショー     | ジェフ・アラム             |
| 5        | 5        | ドニントン・パーク                             | 6月24日 | リチャード・ロングマン | ウィン・パーシー   | トム・ウォーキンショー     | ゴードン・スパイス         |
| 6        | 6        | シルバーストン・サーキット                     | 7月15日 | リチャード・ロングマン | リチャード・ロイド | レックス・グリーンスレード | ゴードン・スパイス         |
| 7        | A        | マロリー・パーク                               | 8月12日 | リチャード・ロングマン | ウィン・パーシー   | 開催せず                   | 開催せず                   |
| 7        | B        | マロリー・パーク                               | 8月12日 | 開催せず               | 開催せず           | レックス・グリーンスレード | コーリン・ヴァンダーヴェル |
| 8        | 8        | ドニントン・パーク                             | 8月19日 | アラン・カーナウ       | リチャード・ロイド | トム・ウォーキンショー     | ヴィンス・グッドマン       |
| 9        | 9        | ブランズ・ハッチ                               | 8月27日 | リチャード・ロングマン | リチャード・ロイド | バーリー・ウィリアムズ     | ブライアン・ミュアー       |
| 10       | 10       | スラクストン・サーキット                       | 9月9日  | リチャード・ロングマン | リチャード・ロイド | トム・ウォーキンショー     | ゴードン・スパイス         |
| 11*      | 11*      | スネッタートン・モーターレーシング・サーキット | 9月23日 | リチャード・ロングマン | ウィン・パーシー   | トム・ウォーキンショー     | ジェフ・アラム             |
| 12       | A        | オウルトンパーク                               | 9月29日 | 開催せず               | 開催せず           | トム・ウォーキンショー     | スチュアート・グラハム     |
| 12       | B        | オウルトンパーク                               | 9月29日 | リチャード・ロングマン | リチャード・ロイド | 開催せず                   | 開催せず                   |

- *ナイトレース

## 選手権結果
| ドライバーズランキング | ドライバーズランキング | ドライバーズランキング |
| 順位                   | ドライバー             | ポイント               |
| ---------------------- | ---------------------- | ---------------------- |
| 1                      | リチャード・ロングマン | 97                     |
| 2                      | トム・ウォーキンショー | 88                     |
| 3                      | リチャード・ロイド     | 82                     |
| 4                      | ゴードン・スパイス     | 75                     |

## 参照
1. ↑  “アーカイブされたコピー”. 2011年7月16日時点のオリジナルよりアーカイブ。2010年9月30日閲覧。 Official list of BTCC champions
2. ↑  http://homepage.mac.com/frank_de_jong/Pages/1979%20BSCC.html